# A.T.O.M.
A.T.O.M. (Alpha Teens on Machines) é um desenho animado francesa baseado na franquia Action Man, que narra as aventuras de cinco adolescentes, na ficcional Landmark City. Os "Alfa Adolescentes" testam os protótipos de carros e armas das Indústrias Lee - Li Industries - e os usam em combates criminais, particularmente contra o principal vilão da série, Alexander Paine.

## História
A.T.O.M. - Alpha Teens on Machines - é uma equipa formada por um grupo de adolescentes super-treinados: Axel, Hawk, King, Shark e Lioness que, sob a direcção de Mr. Lee, um cientista responsável pela Lee Industries Systems, possui uma extraordinária colecção de última tecnologia, superpotente, de alto risco, com carros de corridas, reactores e até motas voadoras. São os membros da A.T.O.M. os eleitos por Mr. Lee para testar os seus veículos e protótipos de mecanismos de última geração.
Os Alpha Teens são os melhores entre os melhores, é a equipa mais moderna que se possa imaginar, preparada para qualquer desafio. Mas a sua vida não será nada fácil ao enfrentar Mr. Paine, um antigo espião que traiu o seu próprio governo e agora, que fugiu de uma prisão de alta segurança, anda a criar o caos absoluto em Landmark City, a cidade dos nossos amigos, tornado a vida impossível a todos os seus habitantes.
O passado e o futuro de Axel e de Paine chocam, fazendo com que os Alpha Teens se vejam envolvidos num turbilhão de aventuras, nas quais muitas vezes se quebram regras e se ultrapassam limites. Este novo universo fantástico de Action Man A.T.O.M. protagonizado pelo adolescente Axel Manning e a sua turma de amigos, possui valores importantes para os rapazes desta nova geração: valentia, acção, o bem e o mal, mas sobretudo uma grande amizade que os une.